# Скансано
Скансано (італ. Scansano) — муніципалітет в Італії, у регіоні Тоскана,  провінція Гроссето.
Скансано розташоване на відстані близько 130 км на північний захід від Рима, 125 км на південь від Флоренції, 21 км на південний схід від Гроссето.
Населення — 4517 осіб (2014).
Щорічний фестиваль відбувається 29 серпня. Покровитель — святий Іван Хреститель.

## Демографія
Населення за роками:

Станом на 1 січня 2023 року в муніципалітеті офіційно проживало 846 іноземців з 56 країн, серед них 213 громадян країн Євросоюзу та 58 громадян України.

## Сусідні муніципалітети
- Кампаньятіко
- Гроссето
- Мальяно-ін-Тоскана
- Манчіано
- Роккальбенья